# Le armi del cuore
Le armi del cuore (War Room) è un film del 2015 diretto da Alex Kendrick.

## Trama
Nonostante l'ottima occupazione lavorativa, una figlia responsabile ed una casa bellissima, la famiglia dei Jordan è tormentata da una serie di problemi. Il marito Tony sembra essere incapace di mantenersi fedele e la moglie Elizabeth sente di perdere le speranze. La donna si rivolge alla preghiera come fonte di incoraggiamento.